# ケイエスエス
株式会社ケイエスエス（KSS Inc.）は、かつて存在したオリジナルビデオ・美少女系アニメを製作する映像コンテンツ制作事業社。一時期PC用家庭用ゲームも制作していた。他にも出版事業や音楽事業、ポストプロダクション事業も手掛けていた。

## 概要
創業時の社名は株式会社鎌倉スーパーステーション（かまくらスーパーステーション）といい、「株式会社ケイエスエス」はその略称を用いたものである。
創業当初は『BALLOON VIDEO（バルーンビデオ）』のレーベルで映像ソフトを制作していたが、ケイエスエスへ社名変更した少し後に、レーベルは社名と同一となった。1990年代前半は当時のNHKエンタープライズが発売元となるNHK番組のセルビデオ「NHK VOOK（ヴィジュアルブック）」レーベルの販売元であった。またソニー・ピクチャーズとも関係が深く、同社がアニメ事業に初参入した『るろうに剣心 -明治剣客浪漫譚-』を皮切りに『キョロちゃん』や『NARUTO -ナルト-』といった作品でもポストプロダクションとして業務を受注していた。
2004年に長年同社の制作活動を仕切ってきたプロデューサーの大宮三郎や、音響ディレクション担当の飯塚康一がトライネットエンタテインメントへ移籍した事を皮切りに事実上の活動停止に追い込まれた。既発表の作品の権利は株式会社Softgarageに移管され、その系列会社で、事実上社内一部門でもある株式会社JSDSS（ジーダス）によって販売されている。活動停止時に受託していたTVアニメ『NARUTO -ナルト-』の音響制作は制作担当であった塚田政宏の移籍に伴い、楽音舎に制作権が譲渡され、編集業務はグッド・ジョブ東京スタジオに移管された。またTVアニメ『最遊記RELOAD』は、神南スタジオが引き継ぎ音響制作を担当した。
グループ内には音楽CDを発売するKSSレコードがあり、アニメやゲーム関連のCDの制作・発売を行う他、作曲家安田信二率いる『ミラクルシャドウ』やフジテレビ系ドラマ『らせん』の主題歌を担当した『Rough laugh』もKSSレコードに所属していた。またSMAPがカバーしたシングル『朝日を見に行こうよ』のオリジナル盤は、1997年にミラクルシャドウがKSSレコードから発売している。
1998年にはゲームやアニメーションの原画集やノベライズ・アイドルの写真集以外にも、横浜ベイスターズの日本一を記念して『権藤語録―プロ野球横浜優勝への軌跡』がケイエスエス出版から発売されている。

## かつて存在したグループ企業
下記事業は現在softgarageに移管されている。
- ピンクパイナップル（18禁ゲームのアニメ化を専業として行う映像ソフトラベル）
- 株式会社ケイエスエス販売（旧・株式会社日本ソフトシステム）。KSSグループの映像・音楽ソフトの販売事業が中心だが、同系列の商社部門や同グループ関連イベント関連事業・フリーペーパー事業も手がけていた。
- アニメーションの作画スタジオを保有していた。
- 過去に西五反田の本社ビル・横浜港南台にソフトガレージの名前で出店していたが、共に閉店している。また、小田急電鉄相模大野駅駅ビル内にもソフトガレージの名前でレンタルビデオ店を出店した事があった。

## 主要作品

### 実写
- スティゴールド (鎌倉スーパーステーション時代)
- 地雷原 A mine field.（ヒーロー・コミュニケーションズとの共同製作）
- ウルトラマンG（バンダイ、講談社、タキコーポレーション、丸紅、円谷プロダクションとの共同製作）
- 難波金融伝・ミナミの帝王シリーズ
- 静かなるドンシリーズ
- 勝手にしやがれ!!シリーズ
- SPIRIT
- 凶銃・戻り道はない
- 人斬り銀次（日活との共同製作）
- IZO（オフィスハタノ、エクセレントフィルムとの共同製作）
- プリズンホテル
- 右向け左!自衛隊へ行こう
- ほとけ
- ねじ式
- 集団殺人クラブ
- 穴
- 理髪店主のかなしみ

### アニメ
- 海だ!船出だ!にこにこ、ぷん（NHK SC、日本テレビ、講談社との共同製作）
- 強殖装甲ガイバー（1992年版）
- リトルツインズ（東映アニメーション、ヒーロー・コミュニケーションズとの共同製作）
- ああっ女神さまっ (1993年 OVA・AICとの共同製作)
- 雲界の迷宮ZEGUY
- マップス（1994年版・トムス・エンタテインメントとの共同製作）
- マーズ
- おいら宇宙の探鉱夫
- タトゥーン★マスター
- Wind -a breath of heart-（OVA版）
- 無人島物語シリーズ
- インフェリウス惑星戦史外伝 CONDITION GREEN
- 鬼切丸[1]
- 同級生シリーズ
- 下級生シリーズ
- HAPPY★LESSONシリーズ
- ファイアーエムブレム 紋章の謎 (OVA)
- Phantom -PHANTOM THE ANIMATION-
- モエかん
- 夏色の砂時計
- 愛天使伝説ウェディングピーチ[1]
- True Love Story -Summer Days, and yet...
- To Heart（1999年版）
- こみっくパーティー（TV版）[1]（OVAは原作元のアクアプラスが製作）
- 銀装騎攻オーディアン

### ゲーム
いずれも開発は外注である
（PC・スーパーファミコン・プレイステーション）
- 無人島物語シリーズ
- アイドルプロジェクトシリーズ
- 横綱物語
- 愛天使伝説ウェディングピーチ
- パチンコ物語/パチスロ物語シリーズ
- 馬券錬金術
- プロレス戦国伝シリーズ
- トイズドリーム
- デザーテッドアイランド
- 竜機伝承シリーズ
- 蒼き伝説シュート
- レッスルエンジェルスVシリーズ
- 平安風雲伝
- ウィザードリィクロニクル
- 卒業番外篇 ねぇ麻雀しよ!
- BING BING!BINGO
- MAX SURFINGシリーズ
- 水木しげるの妖怪武闘伝
- 水木しげるの妖怪百鬼夜行
- 女子校制服物語
- イノセントトゥアー
- リマ ザ トゥルース
- タトゥーン★マスター
- 武宮正樹九段の囲碁大将
- 美少女レスラー列伝 ブリザードYuki乱入!!
- 魔獣王
- 御意見無用　Anarchy in the NIPPON

## 書籍
- 山村正夫『わが懐旧のイタ・セクス・アリス』 1998年11月
- 尾崎豊『約束の日』 1997年12月1日